# Weihersmühle (Leutershausen)
Weihersmühle ist ein Gemeindeteil der Stadt Leutershausen im Landkreis Ansbach (Mittelfranken, Bayern). Weihersmühle liegt in der Gemarkung Erlach.

## Geografie
Die Einöde liegt am Erlbacher Mühlbach, einem rechten Zufluss der Altmühl. 0,5 km nördlich des Ortes erhebt sich der Schwander Berg (503 m ü. NHN). Im Süden grenzt das Weiherfeld an. Die Kreisstraße AN 34 führt nach Hetzweiler (1 km südlich) bzw. nach Schwand (0,7 km nördlich).

## Geschichte
Die Mühle wurde in den ältesten Lehenbüchern des Hochstifts Würzburg des 14. Jahrhunderts erwähnt. Im 16-Punkte-Bericht des Amtes Brunst von 1608 heißt es, dass die Mühle gült- und steuerbar dem brandenburg-ansbachischen Kastenamt Colmberg ist und vogtbar zum brandenburg-ansbachischen Stadtvogteiamt Leutershausen gehört. Der 16-Punkte-Bericht von 1681 besagt, dass hier eine brandenburg-ansbachische Mannschaft (der Müller mit Familie und Gesinde) saß. Im Grenzvertrag von 1710 bezüglich der Fraisch zwischen dem Haus Hohenlohe-Schillingsfürst und Brandenburg-Ansbach wurde die Mühle dem Markgrafen zugesprochen.
Gegen Ende des 18. Jahrhunderts gehörte Weihersmühle zur Realgemeinde Schwand. Die Mühle hatte nach wie vor das Kastenamt Colmberg als Grundherrn. Unter der preußischen Verwaltung (1792–1806) des Fürstentums Ansbach erhielt die Weihersmühle die Hausnummer 1 des Ortes Eyb. Von 1797 bis 1808 unterstand der Ort dem Justizamt Leutershausen und Kammeramt Colmberg.
1806 kam Weihersmühle an das Königreich Bayern. Im Rahmen des Gemeindeedikts wurde Weihersmühle dem 1808 gebildeten Steuerdistrikt Brunst und der 1810 gebildeten Ruralgemeinde Erlach zugeordnet.
Das Mühlenanwesen gehörte gemäß einer Auflistung von 1830 zu einem „die Brünst“ oder „die Brunst“ genannten, seit dem Mittelalter stellenweise gerodeten umfangreichen Waldgebiet zwischen Leutershausen und Kloster Sulz mit dem Hauptort Brunst. Die Brünst war für ihre gute Rinderviehzucht bekannt; ihre 22 Ansiedelungen galten als reich.
Im Zuge der Gebietsreform in Bayern wurde die Gemeinde Erlach und damit auch die Weihersmühle am 1. Mai 1978 in die Stadt Leutershausen eingemeindet.

## Einwohnerentwicklung
| Jahr      | 001818 | 001840 | 001861 | 001871 | 001885 | 001900 | 001925 | 001950 | 001961 | 001970 | 001987 |
| Einwohner | 11     | 8      | 10     | 9      | 15     | *      | *      | *      | 9      | 1      | 11     |
| Häuser    | 1      | 1      |        |        | 1      | *      | *      | *      | 1      |        | 1      |
| Quelle    | [ 17 ] | [ 18 ] | [ 19 ] | [ 20 ] | [ 21 ] | [ 22 ] | [ 23 ] | [ 24 ] | [ 25 ] | [ 26 ] | [ 1 ]  |

## Religion
Weihersmühle ist bis heute nach St. Wenzeslaus (Weißenkirchberg) gepfarrt und seit der Reformation evangelisch-lutherisch geprägt. Die Einwohner römisch-katholischer Konfession sind nach Kreuzerhöhung (Schillingsfürst) gepfarrt.